# Grand Prix Australii 2012

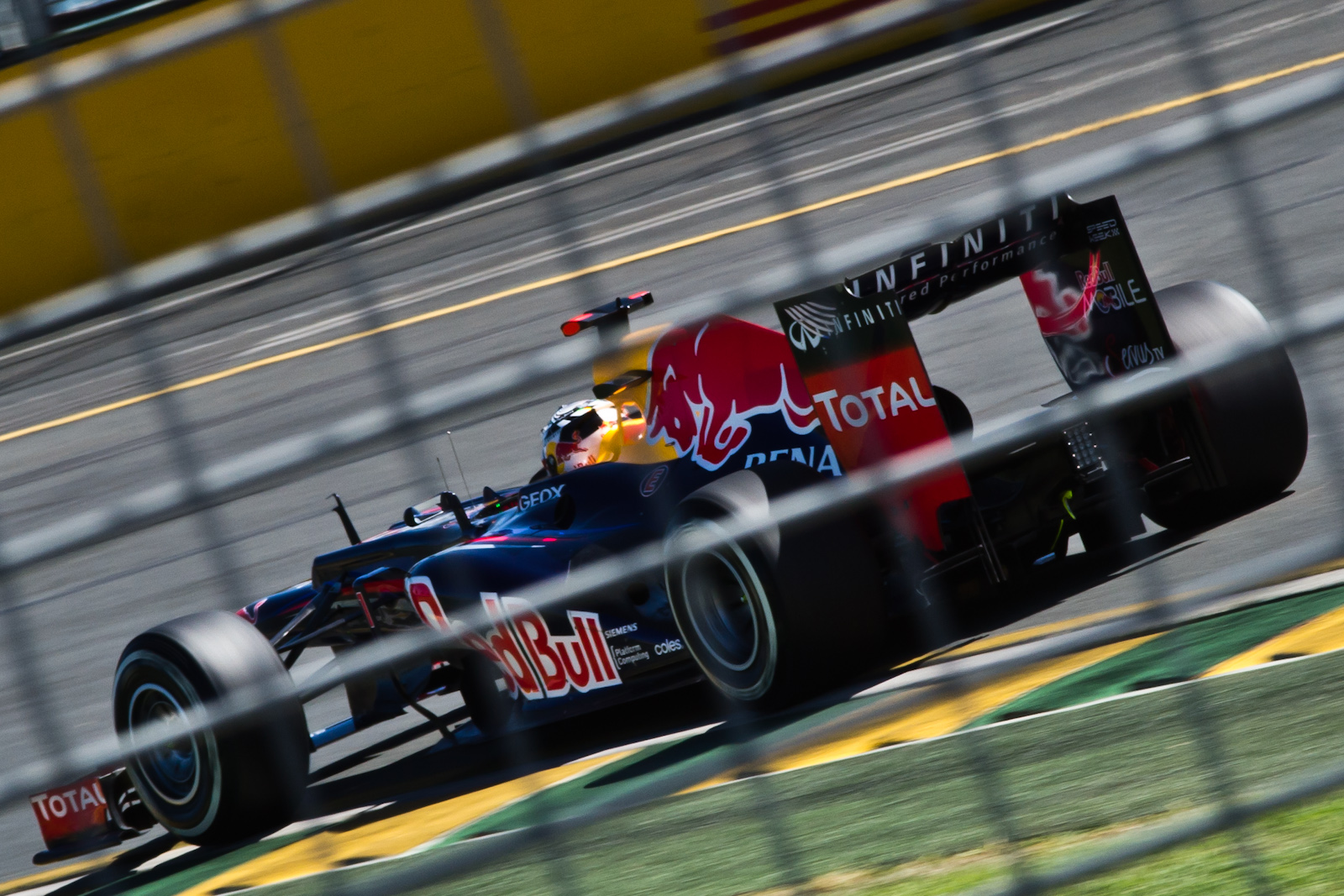
Sebastian Vettel podczas Grand Prix Australii 2012

Grand Prix Australii 2012 (oficjalnie 2012 Qantas Australian Grand Prix) – pierwsza runda Mistrzostw Świata Formuły 1 w sezonie 2012.

## Lista startowa
| Nr | Kierowca           | Zespół                        | Samochód          | Silnik               | Opony |
| -- | ------------------ | ----------------------------- | ----------------- | -------------------- | ----- |
| 1  | Sebastian Vettel   | Red Bull Racing               | Red Bull RB8      | Renault RS27-2012    | P     |
| 2  | Mark Webber        | Red Bull Racing               | Red Bull RB8      | Renault RS27-2012    | P     |
| 3  | Jenson Button      | Vodafone McLaren Mercedes     | McLaren MP4-27    | Mercedes-Benz FO108Z | P     |
| 4  | Lewis Hamilton     | Vodafone McLaren Mercedes     | McLaren MP4-27    | Mercedes-Benz FO108Z | P     |
| 5  | Fernando Alonso    | Scuderia Ferrari              | Ferrari F2012     | Ferrari 056          | P     |
| 6  | Felipe Massa       | Scuderia Ferrari              | Ferrari F2012     | Ferrari 056          | P     |
| 7  | Michael Schumacher | Mercedes AMG Petronas F1 Team | Mercedes F1 W03   | Mercedes-Benz FO108Z | P     |
| 8  | Nico Rosberg       | Mercedes AMG Petronas F1 Team | Mercedes F1 W03   | Mercedes-Benz FO108Z | P     |
| 9  | Kimi Räikkönen     | Lotus F1 Team                 | Lotus E20         | Renault RS27-2012    | P     |
| 10 | Romain Grosjean    | Lotus F1 Team                 | Lotus E20         | Renault RS27-2012    | P     |
| 11 | Paul di Resta      | Sahara Force India F1 Team    | Force India VJM05 | Mercedes-Benz FO108Z | P     |
| 12 | Nico Hülkenberg    | Sahara Force India F1 Team    | Force India VJM05 | Mercedes-Benz FO108Z | P     |
| 14 | Kamui Kobayashi    | Sauber F1 Team                | Sauber C31        | Ferrari 056          | P     |
| 15 | Sergio Pérez       | Sauber F1 Team                | Sauber C31        | Ferrari 056          | P     |
| 16 | Daniel Ricciardo   | Scuderia Toro Rosso           | Toro Rosso STR7   | Ferrari 056          | P     |
| 17 | Jean-Éric Vergne   | Scuderia Toro Rosso           | Toro Rosso STR7   | Ferrari 056          | P     |
| 18 | Pastor Maldonado   | Williams F1                   | Williams FW34     | Renault RS27-2012    | P     |
| 19 | Bruno Senna        | Williams F1                   | Williams FW34     | Renault RS27-2012    | P     |
| 20 | Heikki Kovalainen  | Caterham F1 Team              | Caterham CT01     | Renault RS27-2012    | P     |
| 21 | Witalij Pietrow    | Caterham F1 Team              | Caterham CT01     | Renault RS27-2012    | P     |
| 22 | Pedro de la Rosa   | HRT F1 Team                   | HRT F112          | Cosworth CA2012      | P     |
| 23 | Narain Karthikeyan | HRT F1 Team                   | HRT F112          | Cosworth CA2012      | P     |
| 24 | Timo Glock         | Marussia F1 Team              | Marussia MR-01    | Cosworth CA2012      | P     |
| 25 | Charles Pic        | Marussia F1 Team              | Marussia MR-01    | Cosworth CA2012      | P     |
| Nr | Kierowca           | Zespół                        | Samochód          | Silnik               | Opony |

## Wyniki

### Sesje treningowe
| Sesja | Nr | Kierowca           | Konstruktor      | Czas     | Okr. |
| ----- | -- | ------------------ | ---------------- | -------- | ---- |
| 1     | 3  | Jenson Button      | McLaren-Mercedes | 1:27,560 | 11   |
| 2     | 7  | Michael Schumacher | Mercedes         | 1:29,183 | 16   |
| 3     | 4  | Lewis Hamilton     | McLaren-Mercedes | 1:25,681 | 18   |

### Kwalifikacje
Źródło: Wyprzedź Mnie!
| Poz. | Nr | Kierowca           | Konstruktor          | Q1       | Q2       | Q3       | Poz. s. |
| --- | --- | ------------------ | -------------------- | -------- | -------- | -------- | ------- |
| 1 | 4 | Lewis Hamilton     | McLaren-Mercedes     | 1:26,800 | 1:25,626 | 1:24,922 | 1       |
| 2 | 3 | Jenson Button      | McLaren-Mercedes     | 1:26,832 | 1:25,663 | 1:25,074 | 2       |
| 3 | 10 | Romain Grosjean    | Lotus-Renault        | 1:26,498 | 1:25,845 | 1:25,302 | 3       |
| 4 | 7 | Michael Schumacher | Mercedes             | 1:26,586 | 1:25,571 | 1:25,336 | 4       |
| 5 | 2 | Mark Webber        | Red Bull-Renault     | 1:27,117 | 1:26,297 | 1:25,651 | 5       |
| 6 | 1 | Sebastian Vettel   | Red Bull-Renault     | 1:26,773 | 1:25,982 | 1:25,668 | 6       |
| 7 | 8 | Nico Rosberg       | Mercedes             | 1:26,763 | 1:25,469 | 1:25,686 | 7       |
| 8 | 18 | Pastor Maldonado   | Williams-Renault     | 1:26,803 | 1:26,206 | 1:25,908 | 8       |
| 9 | 12 | Nico Hülkenberg    | Force India-Mercedes | 1:27,464 | 1:26,314 | 1:26,451 | 9       |
| 10 | 16 | Daniel Ricciardo   | Toro Rosso-Ferrari   | 1:27,024 | 1:26,319 | –        | 10      |
| 11 | 17 | Jean-Éric Vergne   | Toro Rosso-Ferrari   | 1:26,493 | 1:26,429 | –        | 11      |
| 12 | 5 | Fernando Alonso    | Ferrari              | 1:26,688 | 1:26,494 | –        | 12      |
| 13 | 14 | Kamui Kobayashi    | Sauber-Ferrari       | 1:26,182 | 1:26,590 | –        | 13      |
| 14 | 19 | Bruno Senna        | Williams-Renault     | 1:27,004 | 1:26,663 | –        | 14      |
| 15 | 11 | Paul di Resta      | Force India-Mercedes | 1:27,469 | 1:27,086 | –        | 15      |
| 16 | 6 | Felipe Massa       | Ferrari              | 1:27,633 | 1:27,497 | –        | 16      |
| 17 | 15 | Sergio Pérez       | Sauber-Ferrari       | 1:26,596 | –        | –        | 22      |
| 18 | 9 | Kimi Räikkönen     | Lotus-Renault        | 1:27,758 | –        | –        | 17      |
| 19 | 20 | Heikki Kovalainen  | Caterham-Renault     | 1:28,679 | –        | –        | 18      |
| 20 | 21 | Witalij Pietrow    | Caterham-Renault     | 1:29,018 | –        | –        | 19      |
| 21 | 24 | Timo Glock         | Marussia-Cosworth    | 1:30,923 | –        | –        | 20      |
| 22 | 25 | Charles Pic        | Marussia-Cosworth    | 1:31,670 | –        | –        | 21      |
| Nie zakwalifikowali się | |                    |                      |          |          |          |         |
| 23 | 22 | Pedro de la Rosa   | HRT-Cosworth         | 1:33,495 | –        | –        | [ 3 ]   |
| 24 | 23 | Narain Karthikeyan | HRT-Cosworth         | 1:33,643 | –        | –        | [ 3 ]   |
| Poz. | Nr | Kierowca           | Konstruktor          | Q1       | Q2       | Q3       | Poz. s. |
| \| Legenda \| Legenda \| \| ------------------------ \| ---------------------------------------------------------------------------------------------------------------------------------------------------------------------------------------------------------------------------------------------------------------- \| \| Poz. Nr Q1 Q2 Q3 Poz. s. \| Pozycja zajęta w sesji kwalifikacyjnej Numer startowy kierowcy Wynik uzyskany w pierwszej części kwalifikacji Wynik uzyskany w drugiej części kwalifikacji Wynik uzyskany w trzeciej części kwalifikacji Pozycja startowa po uwzględnięniu kar, przesunięć, itp. \| | |                    |                      |          |          |          |         |
| Legenda | |                    |                      |          |          |          |         |
| Poz. Nr Q1 Q2 Q3 Poz. s. | Pozycja zajęta w sesji kwalifikacyjnej Numer startowy kierowcy Wynik uzyskany w pierwszej części kwalifikacji Wynik uzyskany w drugiej części kwalifikacji Wynik uzyskany w trzeciej części kwalifikacji Pozycja startowa po uwzględnięniu kar, przesunięć, itp. |                    |                      |          |          |          |         |

### Wyścig
Źródło: Wyprzedź Mnie!
| P                                                     | + / –     | Nr | Kierowca           | Konstruktor          | Okr. | Czas / Strata       | Komentarz                     |
| ----------------------------------------------------- | --------- | -- | ------------------ | -------------------- | ---- | ------------------- | ----------------------------- |
| 1                                                     | 1         | 3  | Jenson Button      | McLaren-Mercedes     | 58   | 1h34m09,565         |                               |
| 2                                                     | 4         | 1  | Sebastian Vettel   | Red Bull-Renault     | 58   | +0:02,139           |                               |
| 3                                                     | 2         | 4  | Lewis Hamilton     | McLaren-Mercedes     | 58   | +0:04,075           |                               |
| 4                                                     | 1         | 2  | Mark Webber        | Red Bull-Renault     | 58   | +0:04,547           |                               |
| 5                                                     | 7         | 5  | Fernando Alonso    | Ferrari              | 58   | +0:21,565           |                               |
| 6                                                     | 7         | 14 | Kamui Kobayashi    | Sauber-Ferrari       | 58   | +0:36,766           |                               |
| 7                                                     | 10        | 9  | Kimi Räikkönen     | Lotus-Renault        | 58   | +0:38,014           |                               |
| 8                                                     | 14        | 15 | Sergio Pérez       | Sauber-Ferrari       | 58   | +0:39,458           |                               |
| 9                                                     | 1         | 16 | Daniel Ricciardo   | Toro Rosso-Ferrari   | 58   | +0:39,556           |                               |
| 10                                                    | 5         | 11 | Paul di Resta      | Force India-Mercedes | 58   | +0:39,737           |                               |
| 11                                                    | Bez zmian | 17 | Jean-Éric Vergne   | Toro Rosso-Ferrari   | 58   | +0:39,848           |                               |
| 12                                                    | 5         | 8  | Nico Rosberg       | Mercedes             | 58   | +0:57,642           |                               |
| 13                                                    | 5         | 18 | Pastor Maldonado   | Williams-Renault     | 57   | +1 okr.             | wypadek                       |
| 14                                                    | 6         | 24 | Timo Glock         | Marussia-Cosworth    | 57   | +1 okr.             |                               |
| 15                                                    | 6         | 25 | Charles Pic        | Marussia-Cosworth    | 53   | +5 okr.             | ciśnienie oleju               |
| 16                                                    | 2         | 19 | Bruno Senna        | Williams-Renault     | 52   | +6 okr.             | uszkodzenia z kolizji z Massą |
| Niesklasyfikowani                                     |           |    |                    |                      |      |                     |                               |
|                                                       |           | 6  | Felipe Massa       | Ferrari              | 46   | kolizja z Senną     |                               |
|                                                       |           | 20 | Heikki Kovalainen  | Caterham-Renault     | 38   | zawieszenie         |                               |
|                                                       |           | 21 | Witalij Pietrow    | Caterham-Renault     | 34   | układ kierowniczy   |                               |
|                                                       |           | 7  | Michael Schumacher | Mercedes             | 10   | skrzynia biegów     |                               |
|                                                       |           | 10 | Romain Grosjean    | Lotus-Renault        | 1    | kolizja z Maldonado |                               |
|                                                       |           | 12 | Nico Hülkenberg    | Force India-Mercedes | 0    | kolizja na starcie  |                               |
| Nie wystartowali / niedopuszczeni do ponownego startu |           |    |                    |                      |      |                     |                               |
|                                                       |           | 22 | Pedro de la Rosa   | HRT-Cosworth         |      |                     | Reguła 107%                   |
|                                                       |           | 23 | Narain Karthikeyan | HRT-Cosworth         |      |                     | Reguła 107%                   |
| P                                                     | + / –     | Nr | Kierowca           | Konstruktor          | Okr. | Czas / Strata       | Komentarz                     |

### Najszybsze okrążenie
Źródło: Wyprzedź Mnie!
| Nr | Kierowca      | Konstruktor | Czas     | Okr. |
| -- | ------------- | ----------- | -------- | ---- |
| 3  | Jenson Button | McLaren     | 1:29,186 | 56   |

## Prowadzenie w wyścigu
| Nr                              | Kierowca         | Okrążenia          | Suma |
| ------------------------------- | ---------------- | ------------------ | ---- |
| 3                               | Jenson Button    | 1-16, 17-35, 37-58 | 55   |
| 1                               | Sebastian Vettel | 35-37              | 2    |
| 4                               | Lewis Hamilton   | 16-17              | 1    |
| \| Wykres \| \| ------ \| \| \| |                  |                    |      |
| Wykres                          |                  |                    |      |
|                                 |                  |                    |      |

## Klasyfikacja po wyścigu

### Kierowcy
| P                 | +/− | Kierowca           | Starty | Punkty | P1 | P2 | P3 | PP | NO | NS |
| ----------------- | --- | ------------------ | ------ | ------ | -- | -- | -- | -- | -- | -- |
| 1                 | N   | Jenson Button      | 1      | 25     | 1  | –  | –  | –  | 1  | –  |
| 2                 | N   | Sebastian Vettel   | 1      | 18     | –  | 1  | –  | –  | –  | –  |
| 3                 | N   | Lewis Hamilton     | 1      | 15     | –  | –  | 1  | 1  | –  | –  |
| 4                 | N   | Mark Webber        | 1      | 12     | –  | –  | –  | –  | –  | –  |
| 5                 | N   | Fernando Alonso    | 1      | 10     | –  | –  | –  | –  | –  | –  |
| 6                 | N   | Kamui Kobayashi    | 1      | 8      | –  | –  | –  | –  | –  | –  |
| 7                 | N   | Kimi Räikkönen     | 1      | 6      | –  | –  | –  | –  | –  | –  |
| 8                 | N   | Sergio Pérez       | 1      | 4      | –  | –  | –  | –  | –  | –  |
| 9                 | N   | Daniel Ricciardo   | 1      | 2      | –  | –  | –  | –  | –  | –  |
| 10                | N   | Paul di Resta      | 1      | 1      | –  | –  | –  | –  | –  | –  |
| 11                | N   | Jean-Éric Vergne   | 1      | 0      | –  | –  | –  | –  | –  | –  |
| 12                | N   | Nico Rosberg       | 1      | 0      | –  | –  | –  | –  | –  | –  |
| 13                | N   | Pastor Maldonado   | 1      | 0      | –  | –  | –  | –  | –  | –  |
| 14                | N   | Timo Glock         | 1      | 0      | –  | –  | –  | –  | –  | –  |
| 15                | N   | Charles Pic        | 1      | 0      | –  | –  | –  | –  | –  | –  |
| 16                | N   | Bruno Senna        | 1      | 0      | –  | –  | –  | –  | –  | –  |
| Niesklasyfikowani |     |                    |        |        |    |    |    |    |    |    |
|                   |     | Felipe Massa       | 1      | –      | –  | –  | –  | –  | –  | 1  |
|                   |     | Heikki Kovalainen  | 1      | –      | –  | –  | –  | –  | –  | 1  |
|                   |     | Witalij Pietrow    | 1      | –      | –  | –  | –  | –  | –  | 1  |
|                   |     | Michael Schumacher | 1      | –      | –  | –  | –  | –  | –  | 1  |
|                   |     | Romain Grosjean    | 1      | –      | –  | –  | –  | –  | –  | 1  |
|                   |     | Nico Hülkenberg    | 1      | –      | –  | –  | –  | –  | –  | 1  |
| P                 | +/− | Kierowca           | Starty | Punkty | P1 | P2 | P3 | PP | NO | NS |

### Konstruktorzy
| P                 | +/− | Konstruktor          | Starty | Punkty | P1 | P2 | P3 | PP | NO | NS |
| ----------------- | --- | -------------------- | ------ | ------ | -- | -- | -- | -- | -- | -- |
| 1                 | N   | McLaren-Mercedes     | 2      | 40     | 1  | –  | 1  | 1  | 1  | –  |
| 2                 | N   | Red Bull-Renault     | 2      | 30     | –  | 1  | –  | –  | –  | –  |
| 3                 | N   | Sauber-Ferrari       | 2      | 12     | –  | –  | –  | –  | –  | –  |
| 4                 | N   | Ferrari              | 2      | 10     | –  | –  | –  | –  | –  | 1  |
| 5                 | N   | Lotus-Renault        | 2      | 6      | –  | –  | –  | –  | –  | 1  |
| 6                 | N   | Toro Rosso-Ferrari   | 2      | 2      | –  | –  | –  | –  | –  | –  |
| 7                 | N   | Force India-Mercedes | 2      | 1      | –  | –  | –  | –  | –  | 1  |
| 8                 | N   | Mercedes             | 2      | 0      | –  | –  | –  | –  | –  | 1  |
| 9                 | N   | Williams-Renault     | 2      | 0      | –  | –  | –  | –  | –  | –  |
| 10                | N   | Marussia-Cosworth    | 2      | 0      | –  | –  | –  | –  | –  | –  |
| Niesklasyfikowani |     |                      |        |        |    |    |    |    |    |    |
|                   |     | Caterham-Renault     | 2      | –      | –  | –  | –  | –  | –  | 2  |
| P                 | +/− | Konstruktor          | Starty | Punkty | P1 | P2 | P3 | PP | NO | NS |